# Flaga Ostródy
Flaga Ostródy

Chorągiew Ostródy spod Grunwaldu

Miasto Ostróda już w średniowieczu miało swoje barwy miejskie - swoją chorągiew. Ściślej biorąc była to równocześnie chorągiew miasta i komturii ostródzkiej. Chorągiew w tym wypadku była też znakiem rozpoznawczym Ostródy.
Jej barwy znane są do dziś. Chorągiew ostródzka została zdobyta przez wojska Władysława Jagiełły w bitwie pod Grunwaldem w 1410 roku i umieszczona wraz z innymi w kaplicy św. Wojciecha na Wawelu.
Chorągiew ostródzka przedstawiała dwa pola czerwone i dwa białe w formie z lekka prostokątnej szachownicy.
W 1996 roku Rada Miejska w Ostródzie uchwałą nr XXII/118/96 ustanowiła flagę miejską. Załącznik Nr 1 do tej uchwały określa jej szczegółowy opis: "flaga miejska ma kształt prostokąta o wymiarach 90x110 cm. Jest on podzielony na krzyż (szachownica) kolorami czerwonym i białym, przy czym kanton (lewe górne pole przy drzewcu) jest czerwony. W kanton jest wpisany herb miasta bez obrysu tarczy. Dopuszczalny jest w szczególnych okolicznościach wzór flagi bez herbu miasta".
Barwy ustanowionej przez Radę Miasta Ostródy flagi są całkowicie zbieżne ze średniowieczną chorągwią komturii i miasta Ostródy. Zatem słusznie nawiązują do historycznego źródła. Niestety w cytowanej uchwale nie zawarto uzasadnienia wyboru właśnie takiej flagi. Nie odwołano się także do średniowiecznych barw Ostródy.